# Хавелауе
Хавелауе (њем. Havelaue) општина је у њемачкој савезној држави Бранденбург. Једно је од 26 општинских средишта округа Хафеланд. Према процјени из 2010. у општини је живјело 994 становника. Посједује регионалну шифру (AGS) 12063134.

## Географски и демографски подаци
Хавелауе се налази у савезној држави Бранденбург у округу Хафеланд. Општина се налази на надморској висини од 26 метара. Површина општине износи 74,3 km². У самом мјесту је, према процјени из 2010. године, живјело 994 становника. Просјечна густина становништва износи 13 становника/km².